# اریک گرونمن
اریک گرونمن (انگلیسی: Eric Gründemann؛ زادهٔ ۸ سپتامبر ۱۹۹۸) بازیکن فوتبال اهل آلمان است.
از باشگاه‌هایی که در آن بازی کرده‌است می‌توان به باشگاه فوتبال هانزا روستوک اشاره کرد.